# Фокус-мокус 2
„Фокус-мокус 2“ (на английски: Hocus Pocus 2) е американска фантастична комедия на ужасите от 2022 г. на режисьора Ан Флечър, по сценарий на Кен Д'Анджело и е продуциран от Уолт Дисни Пикчърс. Като продължение на „Фокус-мокус“ (1993), във филма участват Бет Мидлър, Сара Джесика Паркър, Кати Нанджими и Дъг Джоунс (които повтарят ролите си в първия филм), а Уитни Пийк, Лилия Бъкингам, Белиса Ескобедо, Хана Уадингхам, Тони Хейл и Сам Ричардсън се присъединяват към актьорския състав в нови роли. Също така, звездите от реалити формата „Драг надпреварата на Рупол“ Джинджър Миндж, Камора Хол и Корнбред Жете участват като драг кралици, имитиращи главните героини на филма.
Продължението за „Фокус-мокус“ е потвърден да бъде в разработка през 2019 г., докато Д'Анджело е нает да напише сценария, а Флечър е потвърден като режисьор през април 2021 г. Продукцията започна през октомври 2021 г. в Нюпорт, Род Айлънд, и завършва през януари 2022 г. След две тестови прожекции на филма, които показват слабия край, повторните снимки се състояха в началото на юни 2022 г. в Астория, Ню Йорк.
Филмът излиза в стрийминг услугата Дисни+ на 30 септември 2022 г.

## Актьорски състав
| Актьор              | Роля |
| ------------------- | --- |
| Бет Мидлър          | Уинифред „Вини“ Сандерсън – старейшина вещица                                                                  |
| Тейлър Хендерсън    | млада Уинифред „Вини“ Сандерсън                                                                                |
| Сара Джесика Паркър | Сара Сандерсън – вещица, която примамва деца с гласа си, най-малката глупава сестра на Уинифред                |
| Джуджу Бренер       | млада Сара Сандерсън                                                                                           |
| Кати Наджими        | Мери Сандерсън – вещица, която намира деца по миризмата, средната сестра на Уинифред                           |
| Нина Китчен         | млада Мери Сандерсън                                                                                           |
| Сам Ричардсън       | Гилбърт – собственик на бившия дом на сестрите Сандерсън и пазител на тяхната книга със заклинания             |
| Дъг Джоунс          | Уилям „Били“ Бътчерсън – млад мъж, отровен от Уинифред през 1693 г. и възкресен като зомби 300 години по-късно |
| Остин Дж. Райън     | млад „Били“ Бътчерсън                                                                                          |
| Уитни Пийк          | Беки – гимназистка и амбициозна вещица                                                                         |
| Белиса Ескобедо     | Изи – гимназистка и най-добрата приятелка на Беки                                                              |
| Лили Бъкингам       | Каси Траск – гимназистка, дъщерята на кмета и приятелка на Беки                                                |
| Тони Хейл           | Джефри Траск – кмет на Салем през 21 век и баща на Каси / свещеник Траск, живеещ в Салем през 17 век           |
| Хана Уодингам       | Майката вещица, която дава книгата със заклинания на младите сестри Сандерсън вещица                           |